# Wimbledon 2013
De 127e editie van de Wimbledon Championships werd gespeeld van maandag 24 juni 2013 tot en met zondag 7 juli 2013. Voor de vrouwen was dit de 120e editie van het gras-toernooi. Het toernooi werd gespeeld bij de All England Lawn Tennis and Croquet Club in de wijk Wimbledon van de Britse hoofdstad Londen.
Bij het mannenenkelspel was de Zwitser Roger Federer de titelverdediger. Hij werd echter al in de tweede ronde uitgeschakeld. Ook kanshebbers zoals Rafael Nadal, Jo-Wilfried Tsonga en Marin Čilić legden al vroegtijdig het loodje, waardoor Andy Murray gemakkelijk voor het tweede jaar op rij de finale haalde. Hij versloeg in die finale de toernooiwinnaar van 2011, Novak Đoković, en werd hierdoor de eerste Britse winnaar van het mannenenkelspel in zevenenzeventig jaar. De Amerikaanse Serena Williams was titelverdedigster bij het vrouwenenkelspel. Ook zij werd vroeg uitgeschakeld, evenals Maria Sjarapova en Viktoryja Azarenka, waardoor de titel een prooi werd voor de Française Marion Bartoli.
Het mannendubbelspel in 2012 werd gewonnen door het Brits/Deense duo Jonathan Marray en Frederik Nielsen. De Amerikaanse broers Bob en Mike Bryan namen deze titel over. Bij de vrouwen waren de Amerikaanse zusjes Serena Williams en Venus Williams de titelverdedigsters. Hun titel werd overgenomen door het Taiwanees/Chinese duo Hsieh Su-wei en Peng Shuai. De titel in het gemengd dubbelspel tot slot werd verdedigd door het Amerikaanse koppel Lisa Raymond en Mike Bryan. Hun titel kwam in handen van de Française Kristina Mladenovic en de Canadees Daniel Nestor.
Op de eerste zondag tijdens het toernooi (Middle Sunday) werd traditioneel niet gespeeld.
Het toernooi van 2013 trok 486.898 toeschouwers.

## Enkelspel

### Mannen
Andy Murray won van Novak Đoković met 6-4, 7-5 en, 6-4.

### Vrouwen
Marion Bartoli won van Sabine Lisicki met 6-1 en 6-4.

## Dubbelspel

### Mannen
Bob & Mike Bryan wonnen van Ivan Dodig & Marcelo Melo met 3-6, 6-3, 6-4 en 6-4.

### Vrouwen
Hsieh Su-wei & Peng Shuai wonnen van Ashleigh Barty & Casey Dellacqua met 7-6 en 6-1.

### Gemengd
Kristina Mladenovic & Daniel Nestor wonnen van Lisa Raymond & Bruno Soares met 5-7, 6-2 en 8-6.

## Junioren
Meisjesenkelspel

Finale: Belinda Bencic (Zwitserland) won van Taylor Townsend (VS) met 4-6, 6-1, 6-4
Meisjesdubbelspel

Finale: Barbora Krejčíková (Tsjechië) en Kateřina Siniaková (Tsjechië) wonnen van Anhelina Kalinina (Oekraïne) en Iryna Sjymanovitsj (Wit-Rusland) met 6-3, 6-1
Jongensenkelspel

Finale: Gianluigi Quinzi (Italië) won van Chung Hyeon (Zuid-Korea) met 7-5, 7-62
Jongensdubbelspel

Finale: Thanasi Kokkinakis (Australië) en Nick Kyrgios (Australië) wonnen van Enzo Couacaud (Frankrijk) en Stefano Napolitano (Italië) met 6-2, 6-3

## Rolstoeltennis
Rolstoelmannendubbelspel

Finale: Stéphane Houdet (Frankrijk) en Shingo Kunieda (Japan) wonnen van Frédéric Cattaneo (Frankrijk) en Ronald Vink (Nederland) met 6-4, 6-2.
Rolstoelvrouwendubbelspel

Finale: Jiske Griffioen (Nederland) en Aniek van Koot (Nederland) wonnen van Yui Kamiji (Japan) en Jordanne Whiley (Verenigd Koninkrijk) met 6-4, 7-6.

## Toeschouwersaantallen en bezoekerscapaciteit
|           |        | Eerste week |         | Tweede week |
| --------- | ------ | ----------- | ------- | ----------- |
| Maandag   |        | 41.715      |         | 42.615      |
| Dinsdag   | 43.931 | 36.128      |         |             |
| Woensdag  | 41.143 | 36.795      |         |             |
| Donderdag | 41.661 | 31.153      |         |             |
| Vrijdag   | 39.459 | 31.084      |         |             |
| Zaterdag  | 42.697 | 29.496      |         |             |
| Zondag    | –      | 29.021      |         |             |
| Totaal    |        | 486.898     | 486.898 | 486.898     |

| Baan                           | Zitplaatsen                    |                                | Baan                           | Zitplaatsen |
| ------------------------------ | ------------------------------ | ------------------------------ | ------------------------------ | ----------- |
| Centre Court                   | 14.974                         |                                | Court No. 10                   | –           |
| Court No. 1                    | 11.393                         | Court No. 11                   | 120                            |             |
| Court No. 2                    | 4.063                          | Court No. 12                   | 1.089                          |             |
| Court No. 3                    | 1.980                          | Court No. 14                   | 312                            |             |
| Court No. 4                    | 170                            | Court No. 15                   | 318                            |             |
| Court No. 5                    | –                              | Court No. 16                   | 312                            |             |
| Court No. 6                    | –                              | Court No. 17                   | 309                            |             |
| Court No. 7                    | 120                            | Court No. 18                   | 782                            |             |
| Court No. 8                    | 170                            | Court No. 19                   | 302                            |             |
| Court No. 9                    | –                              |                                |                                |             |
| Totaal zitplaatsen             | Totaal zitplaatsen             | Totaal zitplaatsen             | Totaal zitplaatsen             | 36.414      |
|                                |                                |                                |                                |             |
| Bezoekerscapaciteit tennispark | Bezoekerscapaciteit tennispark | Bezoekerscapaciteit tennispark | Bezoekerscapaciteit tennispark | 38.500      |

## Ticketprijzen
| Dag       | Show courts  | Show courts | Show courts | Show courts | Ground Pass | Ground Pass  |
| Dag       | Centre Court | Court No. 1 | Court No. 2 | Court No. 3 | Gehele dag  | Na 17:00 uur |
| --------- | ------------ | ----------- | ----------- | ----------- | ----------- | ------------ |
| Maandag   | £ 45         | £ 40        | £ 37        | £ 37        | £ 20        | £ 14         |
| Dinsdag   | £ 45         | £ 40        | £ 37        | £ 37        | £ 20        | £ 14         |
| Woensdag  | £ 58         | £ 50        | £ 44        | £ 44        | £ 20        | £ 14         |
| Donderdag | £ 58         | £ 50        | £ 44        | £ 44        | £ 20        | £ 14         |
| Vrijdag   | £ 74         | £ 62        | £ 53        | £ 53        | £ 20        | £ 14         |
| Zaterdag  | £ 74         | £ 62        | £ 53        | £ 53        | £ 20        | £ 14         |
| Zondag    | –            | –           | –           | –           | –           | –            |
| Maandag   | £ 86         | £ 69        | £ 58        | £ 58        | £ 20        | £ 14         |
| Dinsdag   | £ 86         | £ 69        | £ 38        | –           | £ 17        | £ 12         |
| Woensdag  | £ 101        | £ 80        | £ 35        | –           | £ 17        | £ 12         |
| Donderdag | £ 101        | £ 52        | –           | –           | £ 16        | £ 12         |
| Vrijdag   | £ 112        | £ 34        | –           | –           | £ 15        | £ 11         |
| Zaterdag  | £ 112        | £ 32        | –           | –           | £ 15        | £ 11         |
| Zondag    | £ 130        | £ 27        | –           | –           | £ 8         | £ 5          |

1. ↑  Een Ground Pass gaf toegang tot het tennispark. Met een Ground Pass had men vrije toegang om wedstrijden te bekijken op de niet-gereserveerde plaatsen op de show courts No.3, No.12 en No.18. Daarnaast gaf de Ground Pass toegang tot de buitenbanen No.4-No.11, No.14-No.17 en No. 19, volgens het principe 'wie het eerst komt, het eerst maalt'.
2. 1 2  Deze tickets waren inclusief een Ground Pass en gegarandeerde een zitplaats voor de gehele dag op de betreffende baan.

## Uitzendrechten
In Nederland was Wimbledon te zien bij de betaalzender Sport1. Sport1 Voetbal werd omgedoopt tot Sport1 Wimbledon. Via haar lineaire tv-kanalen Sport1 Select, Sport1 Tennis, Sport1 Wimbledon, Sport1 Extra 1 en Sport1 Extra 2 konden hierdoor vijf tenniswedstrijden gelijktijdig worden uitgezonden.
Sport1 had een overeenkomst met de NOS waardoor conform de Mediawet 2008, de halve finales van het mannenenkelspel en de finales van het mannen- en vrouwenenkelspel live werden uitgezonden op het open tv-kanaal Nederland 2.
Verder kon het toernooi ook gevolgd worden bij de Britse publieke omroep BBC, waar uitgebreid live-verslag werd gedaan op de zenders BBC One en BBC Two.